# Liste deutschsprachiger Lyriker
Diese Seite listet deutschsprachige Schriftsteller auf, in deren Werk Lyrik eine qualitativ oder quantitativ bedeutende Rolle spielt.
Die Sortierung erfolgt zunächst nach dem Jahrhundert des Sterbejahres und dann alphabetisch.

## 12. Jahrhundert
- Dietmar von Aist (um 1115 – nach 1171)
- Friedrich von Hausen (zwischen 1150 und 1160 – 1190)
- Heinrich von Rugge (12. Jh.)
- Heinrich von Veldeke (12. Jh.)
- Herger (12. Jh.)
- Der von Kürenberg (12. Jh.)
- Meinloh von Sevelingen (12. Jh.)
- Rudolf von Fenis (12. Jh.)
- Spervogel (12. Jh.)

## 13. Jahrhundert
- Albrecht von Johansdorf (vor 1180 – nach 1209)
- Der wilde Alexander (13. Jh.)
- Friedrich von Sonnenburg (13. Jh.)
- Geltar (13. Jh.)
- Gottfried von Neifen (13. Jh.)
- Hartmann von Aue (13. Jh.)
- Heinrich von Morungen (13. Jh.)
- Konrad von Würzburg (zwischen 1220 und 1230 – 1287)
- Mechthild von Magdeburg (1207–1282)
- Konrad Marner (13. Jh.)
- Neidhart von Reuental (13. Jh.)
- Otto von Botenlauben (vermutlich 1177 – vor 1245)
- Reinmar von Zweter (um 1200 – nach 1248)
- Steinmar (13. Jh.)
- Tannhäuser (13. Jh.)
- Ulrich von Liechtenstein (13. Jh.)
- Ulrich von Winterstetten (13. Jh.)
- Walther von der Vogelweide (um 1170 – um 1230)
- Wolfram von Eschenbach (zwischen 1160 und 1180 – um/nach 1220)

## 14. Jahrhundert
- Frauenlob (Heinrich von Meißen) (zwischen 1250 und 1260 – 1318)
- Johannes Hadlaub (13./14. Jh.)
- Der Mönch von Salzburg (Spätmittelalter)
- Reinmar von Hagenau (14. Jh.)

## 15. Jahrhundert
- Michael Beheim (1420 – späte 1470er)
- Hugo von Montfort (1357–1423)
- Oswald von Wolkenstein (um 1377 – 1445)

## 16. Jahrhundert
- Conrad Celtis (1459–1508)
- Johann Fischart (1546 oder 1557 – 1591)
- Hans Folz (zwischen 1435 und 1440 – 1513)
- Nikolaus Herman (um 1480 oder 1500 – 1561)
- Ulrich von Hutten (1488–1523)
- Martin Luther (1483–1546)
- Jakob Regnart (zwischen 1540 und 1545 – 1599)
- Hans Sachs (1494–1576)
- Johannes Secundus (1511–1536)

## 17. Jahrhundert
- Everwin von Droste zu Hülshoff (um 1540–1604)
- Hans Aßmann Freiherr von Abschatz (1646–1699)
- Andreas Adersbach (1610–1660)
- Heinrich Albert (1604–1651)
- Johann Georg Albini (1624–1679)
- Angelus Silesius (1624–1677)
- Euphrosine Aue (1677–1715)
- Sigmund von Birken (1626–1681)
- Daniel Casper von Lohenstein (1635–1683)
- Daniel Czepko von Reigersfeld (1605–1660)
- Simon Dach (1605–1659)
- Elisabeth von Baden-Durlach (1620–1692)
- Paul Fleming (1609–1640)
- Anna Rupertina Fuchs (1657–1722)
- Paul Gerhardt (1607–1676)
- Georg Greflinger (1620–1677)
- Catharina Regina von Greiffenberg (1633–1694)
- Hans Jakob Christoffel von Grimmelshausen (um 1622 – 1676)
- Johann Grob (1643–1697)
- Andreas Gryphius (1616–1664)
- Georg Philipp Harsdörffer (1607–1658)
- Johann Heermann (1585–1647)
- Johann Helwig (1609–1674)
- Christian Hoffmann von Hoffmannswaldau (1616–1679)
- Anna Ovena Hoyer (1584–1655)
- Johann Klaj (1616–1656)
- Christian Knorr von Rosenroth (1636–1689)
- Quirinus Kuhlmann (1651–1689)
- Margaretha Susanna von Kuntsch (1651–1717)
- Friedrich von Logau (1605–1655)
- Ursula Elisabeth Metzsch (1656–1686)
- Johann Michael Moscherosch (1601–1669)
- Gertraud Moller (1641–1705)
- Heinrich Mühlpfort (1639–1681)
- Joachim Neander (1650–1680)
- Georg Neumark (1621–1681)
- Philipp Nicolai (1556–1608)
- Anna Maria Nützel (1658–1685)
- Maria Dorothea Omeis (1650–1738)
- Martin Opitz (1597–1639)
- Johannes Plavius (um 1600 – nach 1630)
- Johann Rist (1607–1667)
- Dorothea Eleonora von Rosenthal (vor 1600 – nach 1649)
- Johann Kaspar Schade (1666–1698)
- Paulus Schede Melissus (1539–1602)
- Johann Hermann Schein (1586–1630)
- Rosina Dorothea Schilling-Ruckteschel (1670–1744)
- David Schirmer (17. Jh.)
- Justus Georg Schottelius (1612–1676)
- Juliana Patientia Schultt (1680–1701)
- Sibylle Schwarz (1621–1638)
- Ludmilla Elisabeth von Schwarzburg-Rudolstadt (1640–1672)
- Sophia Juliane von Schwarzburg-Rudolstadt (1639–1672)
- Elisabeth von Senitz (1629–1679)
- Friedrich Spee von Langenfeld (1591–1635)
- Josua Stegmann (1588–1632)
- Andreas Tscherning (1611–1659)
- Georg Rodolf Weckherlin (1584–1653)
- Susanna Elisabeth Zeidler (1657– um 1706)
- Philipp von Zesen (1619–1689)
- Julius Wilhelm Zincgref (1591–1635)

## 18. Jahrhundert
- Abraham a Sancta Clara (1644–1709)
- Johann Georg Albini der Jüngere (1659–1714)
- Anna Elisabeth Behaim (1685–1716)
- Anton Ulrich von Braunschweig (1633–1714)
- Johann von Besser (1654–1729)
- Joachim Christian Blum (1739–1790)
- Marianne von Bressler (1690–1728)
- Barthold Heinrich Brockes (1680–1747)
- Gottfried August Bürger (1747–1794)
- Christoph Gottehr Burghart (1683–1745)
- Juliane Magdalene Cyprian (1697–1721)
- Anna Dober (1713–1739)
- Karl Friedrich Drollinger (1688–1742)
- Otto Christoph Eltester (1666–1738)
- Christian Fürchtegott Gellert (1715–1769)
- Friedrich Wilhelm Gotter (1746–1797)
- Johann Nikolaus Götz (1721–1781)
- Sophia Regina Gräf (um 1715)
- Esther Grünbeck (1717–96)
- Johann Christian Günther (1695–1723)
- Friedrich von Hagedorn (1708–1754)
- Albrecht von Haller (1708–1777)
- August Adolph von Haugwitz (1647–1706)
- Maria Erdmuthe Benigna Hänel (1714–1775)
- Johanna Sophie zu Hohenlohe-Langenburg (1673–1743)
- Christian Hölmann (1677–1744)
- Ludwig Christoph Heinrich Hölty (1748–1776)
- Eberhard Friedrich Hübner (1763–1799)
- Anna Louisa Karsch (1722–1791)
- Ewald Christian von Kleist (1715–1759)
- Anna Barbara Knackrügge (um 1735)
- Maria Christine Koch (1715–1741)
- Michael Kongehl (1646–1710)
- Anna Dorothea Lange (1715–1764)
- Jakob Michael Reinhold Lenz (1751–1792)
- Gotthold Ephraim Lessing (1729–1781)
- Magnus Gottfried Lichtwer (1719–1783)
- Kaspar Gottlieb Lindner (1705–1769)
- Anna Euphrosine Mogen (1686–1748)
- Menantes (1680–1721)
- Benjamin Neukirch (1665–1729)
- Karl Wilhelm Ramler (1725–1798)
- Benigna Marie Reuß zu Ebersdorf (1695–1751)
- Johann Friedrich Riederer (1678–1734)
- Johann Elias Schlegel (1719–1749)
- Laurentius von Schnüffis (1633–1702)
- Christian Friedrich Daniel Schubart (1739–1791)
- Christiane Rosine Spitzel (1710–1740)
- Kaspar von Stieler (1632–1707)
- Gerhard Tersteegen (1697–1769)
- Johann Peter Uz (1720–1796)
- Wilhelm Heinrich Wackenroder (1773–1798)
- Christian Weise (1642–1708)
- Christian Wernicke (1661–1725)
- Sidonia Hedwig Zäunemann (1711–1740)
- Nikolaus Ludwig von Zinzendorf (1700–1760)

## 19. Jahrhundert
A
- Matthias Altmann (1790–1880)
- Ernst Moritz Arndt (1769–1860)
- Achim von Arnim (1781–1831)
- Bettina von Arnim (1785–1859)
- Johann Georg Daniel Arnold (1780–1829)

B
- Isaschar Falkensohn Behr (1746–1817)
- Friedrich von Bodenstedt (1819–1892)
- Clemens Brentano (1778–1842)
- Friederike Brun (1765–1835)
- Christian Karl Ernst Wilhelm Buri (1758–1817)

C
- Adelbert von Chamisso (1781–1838)
- Matthias Claudius (1740–1815)

D
- Georg Friedrich Daumer (1800–1875)
- Franz von Dingelstedt (1814–1881)
- Annette von Droste-Hülshoff (1797–1848)

E
- Joseph von Eichendorff (1788–1857)

F
- Ernst Freiherr von Feuchtersleben (1806–1849)
- Theodor Fontane (1819–1898)
- Friedrich de la Motte Fouqué (1777–1843)
- Ferdinand Freiligrath (1810–1876)
- August Fresenius (1789–1813)

G
- Emanuel Geibel (1815–1884)
- Heinrich Wilhelm von Gerstenberg (1737–1823)
- Hermann von Gilm zu Rosenegg (1812–1864)
- Adolf Glaßbrenner (1810–1876)
- Johann Wilhelm Ludwig Gleim (1719–1803)
- Leopold Friedrich Günther von Goeckingk (1748–1828)
- Johann Wolfgang von Goethe (1749–1832)
- Franz Grillparzer (1791–1872)
- Klaus Groth (1819–1899)
- Anastasius Grün (1806–1876)
- Friedrich Wilhelm Güll (1812–1879)
- Karoline von Günderrode (1780–1806)

H
- Franz Josef Hadatsch (1798–1849)
- Gerhard Anton von Halem (1752–1819)
- Johann Michael Hamann (1769–1813)
- Johann Wenzel Hann (1763–1819)
- Johann David Hartmann (1761–1801)
- Wilhelm Hauff (1802–1827)
- Otto von Haugwitz (1767–1842)
- Friedrich Hebbel (1813–1863)
- Johann Peter Hebel (1760–1826)
- Heinrich Heine (1797–1856)
- Eduard Heinel (1798–1865)
- Christian Gottlob Hempel (1748–1824)
- Luise Hensel (1798–1876)
- Johann Gottfried Herder (1744–1803)
- Georg Herwegh (1817–1875)
- Wilhelm Hey (1789–1854)
- August Heinrich Hoffmann von Fallersleben (1798–1874)
- Ernst Theodor Amadeus Hoffmann (1776–1822)
- Friedrich Hölderlin (1770–1843)
- Moritz Horn (1814–1874)
- Johann Ludwig Huber (1723–1800)
- Wilhelm von Humboldt (1767–1835)

I
- Johann Jakob Ihlée (1762–1827)
- Carl Leberecht Immermann (1796–1840)

J
- Johann Georg Jacobi (1740–1814)
- Johann Jakob Jägle (1763–1837)

K
- Abraham Gotthelf Kästner (1719–1800)
- Gottfried Keller (1819–1890)
- Justinus Kerner (1786–1862)
- Heinrich von Kleist (1777–1811)
- Friedrich Gottlieb Klopstock (1724–1803)
- August Kopisch (1799–1853)
- Theodor Körner (1791–1813)

L
- Nikolaus Lenau (1802–1850)
- Heinrich Leuthold (1827–1879)
- Heinrich von Levitschnigg (1810–1862)
- Otto von Loeben (1786–1825)

M
- Apollonius von Maltitz (1795–1870)
- Friedrich von Matthisson (1761–1831)
- Karl Mayer (1786–1870)
- Sophie Mereau-Brentano (1770–1806)
- Conrad Ferdinand Meyer (1825–1898)
- Johann Martin Miller (1750–1814)
- Eduard Mörike (1804–1875)
- Julius Mosen (1803–1867)
- Wilhelm Müller  (1794–1827)

N
- Friedrich Nietzsche (1844–1900)
- Gottlob Adolf Ernst von Nostitz und Jänkendorf (Ps. Arthur vom Nordstern; 1765–1836)
- Novalis (1772–1801)

P
- Ludwig Pfau (1821–1894)
- Gottlieb Konrad Pfeffel (1736–1809)
- August von Platen (1796–1835)
- Robert Eduard Prutz (1816–1872)

R
- Ferdinand Raimund (1790–1836)
- Robert Reinick (1805–1852)
- Fritz Reuter (1810–1874)
- Friedrich Rückert (1788–1866)

S
- Johann Gaudenz von Salis-Seewis (1762–1834)
- Joseph Victor von Scheffel (1826–1886)
- Max von Schenkendorf (1783–1817)
- Friedrich Schiller (1759–1805)
- Karl Friedrich Schimper (1803–1867)
- August Wilhelm von Schlegel (1767–1845)
- Friedrich von Schlegel (1772–1829)
- Anton Schurz (1794–1859)
- Gustav Schwab (1792–1850)
- Ludwig Seeger (1810–1864)
- Johann Gabriel Seidl (1804–1875)
- Johann Gottfried Seume (1763–1810)
- Friedrich Leopold zu Stolberg-Stolberg (1750–1819)
- Ludwig Storch (1803–1881)
- Theodor Storm (1817–1888)
- Moritz von Strachwitz (1822–1847)

T
- Ludwig Tieck (1773–1853)
- Adolf von Tschabuschnigg (1809–1877)

U
- Ludwig Uhland (1787–1862)

V
- Friedrich Theodor Vischer (1807–1887)
- Johann Heinrich Voß (1751–1826)

W
- Richard Wagner (1813–1883)
- Wilhelm Waiblinger (1804–1830)
- Georg Weerth (1822–1856)
- Christian Felix Weiße (1726–1804)
- Karl Friedrich Gottlob Wetzel (1779–1819)
- Christoph Martin Wieland (1733–1813)
- Marianne von Willemer (1784–1860)
- Alexander Christian Friedrich von Württemberg (1801–1844)

## 20. Jahrhundert

### A
- Anna Maria Achenrainer (1909–1972)
- Achim von Akerman (1909–1945)
- Hermann Allmers (1821–1902)
- Peter Paul Althaus (1892–1965)
- Johanna Ambrosius (1854–1939)
- Heinrich Anacker (1901–1971)
- Günther Anders (1902–1992)
- Alfred Andersch (1914–1980)
- Erich Arendt (1903–1984)
- Hans Arp (1886–1966)
- H. C. Artmann (1921–2000)
- Cyrus Atabay (1929–1996)
- Rose Ausländer (1901–1988)
- May Ayim (1960–1996)

### B
- Minna Bachem-Sieger (1870–1939)
- Ingeborg Bachmann (1926–1973)
- Raimund Bahr (* 1962)
- Emmy Ball-Hennings (1885–1948)
- Hugo Ball (1886–1927)
- Emil Barth (1900–1958)
- Willy Bartock (1915–1995)
- Konrad Bayer (1932–1964)
- Johannes R. Becher (1891–1958)
- Richard Beer-Hofmann (1866–1945)
- Carl Friedrich Wilhelm Behl (1889–1968)
- Gottfried Benn (1886–1956)
- Friedrich Bergammer (1909–1981)
- Werner Bergengruen (1892–1964)
- Thomas Bernhard (1931–1989)
- Horst Bienek (1930–1990)
- Otto Julius Bierbaum (1865–1910)
- Rudolf G. Binding (1867–1938)
- Friedrich Bischoff (1896–1976)
- Gerald Bisinger (1936–1999)
- Ernst Blass (1890–1939)
- Johannes Bobrowski (1917–1965)
- Ilona Bodden (1927–1985)
- Paul Boldt (1885–1921)
- Rudolf Borchardt (1877–1945)
- Wolfgang Borchert (1921–1947)
- Nicolas Born (1937–1979)
- Rolf Bossert (1952–1986)
- Rainer Brambach (1917–1983)
- Otto Braun (1897–1918)
- Reinhold Braun (1879–1959)
- Bertolt Brecht (1898–1956)
- Claus Bremer (1924–1996)
- Rolf Dieter Brinkmann (1940–1975)
- Georg Britting (1891–1964)
- Hermann Broch (1886–1951)
- Karl Bröger (1886–1944)
- Hermann Burger (1942–1989)
- Wilhelm Busch (1832–1908)
- Josef Büscher (1918–1983)
- Christine Busta (1915–1987)

### C
- Hans Carossa (1878–1956)
- Paul Celan (1920–1970)

### D
- Felix Dahn (1834–1912)
- Theodor Däubler (1876–1934)
- Max Dauthendey (1867–1918)
- Richard Dehmel (1863–1920)
- Ida Dehmel (1870–1942)
- Paula Dehmel (1862–1918)
- Christoph Derschau (1938–1995)
- Hanna Maria Drack (1913–1988)
- Ernst Droem (1880–1947)

### E
- Marie von Ebner-Eschenbach (1830–1916)
- Albert Ehrenstein (1886–1950)
- Albert Ehrismann (1908–1998)
- Hans Heinrich Ehrler (1872–1951)
- Günter Eich (1907–1972)
- Friedrich Eisenlohr (1889–1954)
- Gerrit Engelke (1890–1918)
- Heinz Erhardt (1909–1979)
- Otto Ernst (1862–1926)

### F
- Gustav Falke (1853–1916)
- Jörg Fauser (1944–1987)
- Cäsar Flaischlen (1864–1920)
- Richard Flatter (1891–1960)
- Walter Flex (1887–1917)
- Gertrud von Le Fort (1876–1971)
- Erich Fried (1921–1988)
- Gerhard Fritsch (1924–1969)
- Günter Bruno Fuchs (1928–1977)
- Franz Fühmann (1922–1984)
- Louis Fürnberg (1909–1957)

### G
- Peter Gan (1894–1974)
- Stefan George (1868–1933)
- Albrecht Goes (1908–2000)
- Yvan Goll (1891–1950)
- Claire Goll (1890–1977)
- Fritz Graßhoff (1913–1997)
- Martin Greif (1839–1911)
- Ludwig Greve (1924–1991)

### H
- Rudolf Hagelstange (1912–1984)
- Hans Harbeck (1887–1968)
- Ferdinand Hardekopf (1876–1954)
- Henriette Hardenberg (1894–1993)
- Jakob Haringer (1898–1948)
- Otto Erich Hartleben (1864–1905)
- Wladimir von Hartlieb (1887–1951)
- Walter Hasenclever (1890–1940)
- Gerhart Hauptmann (1862–1946)
- Albrecht Haushofer (1903–1945)
- Manfred Hausmann (1898–1986)
- Helmut Heißenbüttel (1921–1996)
- Wolfgang Hellmert (1906–1934)
- Karl Henckell (1864–1929)
- Stephan Hermlin (1915–1997)
- Max Herrmann-Neiße (1886–1941)
- Hermann Hesse (1877–1962)
- Georg Heym (1887–1912)
- Paul Heyse (1830–1914)
- Peter Hille (1854–1904)
- Jakob van Hoddis (1887–1942)
- Hugo von Hofmannsthal (1874–1929)
- Andreas Holschuh (1957–1996)
- Arno Holz (1863–1929)
- Winfried Hönes (1934–1996)
- Ricarda Huch (1864–1947)
- Peter Huchel (1903–1981)
- Richard Huelsenbeck (1892–1974)

### J
- Ernst Jandl (1925–2000)
- Friedrich Georg Jünger (1898–1977)

### K
- Georg Kaiser (1878–1945)
- Mascha Kaléko (1907–1975)
- Heinrich Kämpchen (1847–1912)
- Hermann Kasack (1896–1966)
- Marie Luise Kaschnitz (1901–1974)
- Norbert Conrad Kaser (1947–1978)
- Erich Kästner (1899–1974)
- Hans Peter Keller (1915–1989)
- Friederike Kempner (1828–1904)
- Hermann Kesten (1900–1996)
- Heinar Kipphardt (1922–1982)
- Klabund (1890–1928)
- Paul Klee (1879–1940)
- Wilhelm Klemm (1881–1968)
- Christine Koch (1869–1951)
- Alma Johanna Koenig  (1887–1942)
- Gertrud Kolmar (1894–1943)
- Werner Kraft (1896–1991)
- Hertha Kräftner (1928–1951)
- Theodor Kramer (1897–1958)
- Karl Kraus (1874–1936)
- Karl Krolow (1915–1999)
- James Krüss (1926–1997)
- KuBa (1914–1967)
- Isolde Kurz (1853–1944)

### L
- Horst Lange (1904–1971)
- Elisabeth Langgässer (1899–1950)
- Else Lasker-Schüler (1869–1945)
- Heinrich Lautensack (1881–1919)
- Christine Lavant (1915–1973)
- Wilhelm Lehmann (1882–1968)
- Hans Leifhelm (1891–1947)
- Josephine zu Leiningen-Westerburg (1835–1917)
- Hans Leip (1893–1983)
- Dieter Leisegang (1942–1973)
- Richard Leising (1934–1997)
- Hermann Lenz (1913–1998)
- Rudolf Leonhard (1889–1953)
- Emil Lerperger (1908–1982)
- Heinrich Lersch (1889–1936)
- Alfred Lichtenstein (1889–1914)
- Hermann Lienhard (1922–1999)
- Detlev von Liliencron (1844–1909)
- Hermann Lingg (1820–1905)
- Oskar Linke (1854–1928)
- Oskar Loerke (1884–1941)
- Hermann Löns (1866–1914)
- Ernst Wilhelm Lotz (1890–1914)
- Paula Ludwig (1900–1974)

### M
- Albert Mähl (1893–1970)
- Itzik Manger (1901–1969)
- Georg Maurer (1907–1971)
- Selma Meerbaum-Eisinger (1924–1942)
- Walter Mehring (1896–1981)
- Ernst Meister (1911–1979)
- Max Mell (1882–1971)
- Agnes Miegel (1879–1964)
- Alfred Mombert (1872–1942)
- Christian Morgenstern (1871–1914)
- Erich Mühsam (1878–1934)
- Jupp Müller (1921–1985)
- Heiner Müller (1929–1995)
- Inge Müller (1925–1966)
- Börries von Münchhausen (1874–1945)

### P
- Alfons Petzold (1882–1923)
- Reinhard Priessnitz (1945–1985)

### R
- Kuno Raeber (1922–1992)
- Albert H. Rausch (1882–1949)
- Walter Richter-Ruhland (1910–1975)
- Rainer Maria Rilke (1875–1926)
- Joachim Ringelnatz (1883–1934)
- Eugen Roth (1895–1976)
- Ludwig Rubiner (1881–1920)

### S
- Martha Saalfeld (1898–1976)
- Ferdinand von Saar (1833–1906)
- Nelly Sachs (1891–1970)
- Hans Sahl (1902–1993)
- Oda Schaefer (1900–1988)
- Richard von Schaukal (1874–1942)
- Ruth Schaumann (1899–1975)
- Paul Scheerbart (1863–1915)
- Walter Schmiele (1909–1998)
- Friedrich Schnack (1888–1977)
- Reinhold Schneider (1903–1958)
- Wolfdietrich Schnurre (1920–1989)
- Rudolf Alexander Schröder (1878–1962)
- Gustav Schüler (1868–1938)
- Kurt Schwitters (1887–1948)
- Heinrich Seidel (1842–1906)
- Ina Seidel (1885–1974)
- Carl Spitteler (1845–1924)
- Ernst Stadler (1883–1914)
- Hermann Stahl (1908–1998)
- Carl Sternheim (1878–1942)
- August Stramm (1874–1915)
- Wilhelm Szabo (1901–1986)

### T
- Ludwig Thoma (1867–1921)
- Jesse Thoor (1905–1952)
- Ernst Toller (1893–1939)
- Volker von Törne (1934–1980)
- Lulu von Strauß und Torney (1873–1956)
- Georg Trakl (1887–1914)
- Johannes Trojan (1837–1915)
- Emma Trosse (1863–1949)
- Kurt Tucholsky (1890–1935)

### V
- Berthold Viertel (1885–1953)
- Georg von der Vring (1889–1968)

### W
- Christian Wagner (1835–1918)
- Robert Walser (1878–1956)
- Frank Wedekind (1864–1918)
- Armin T. Wegner (1886–1978)
- Erich Weinert (1890–1953)
- Josef Weinheber (1892–1945)
- Konrad Weiß (1880–1940)
- Franz Werfel (1890–1945)
- Wolfgang Weyrauch (1904–1980)
- Paul Wiens (1922–1982)
- Anton Wildgans (1881–1932)
- Alfred Wolfenstein (1883–1945)
- Karl Wolfskehl (1869–1948)
- Günter Wünsche (1931–1996)

### Z
- Paul Zech (1881–1946)
- Albin Zollinger (1895–1941)
- Carl Zuckmayer (1896–1977)
- Unica Zürn (1916–1970)
- Stefan Zweig (1881–1942)

## 21. Jahrhundert

### A
- Friedrich Achleitner (1930–2019)
- Gerd Adloff (* 1952)
- Kurt Aebli (* 1955)
- Ilse Aichinger (1921–2016)
- Christoph Wilhelm Aigner (* 1954)
- Elisabeth Alexander (1922–2009)
- Gabrielle Alioth (* 1955)
- Urs Allemann (1948–2024)
- Andreas Altmann (* 1963)
- Katja Alves (* 1961)
- Klaus Anders (* 1952)
- Richard Anders (1928–2012)
- Sascha Anderson (* 1953)
- Friedrich Ani (* 1959)
- Jochen Arlt (* 1948)
- Arnfrid Astel (1933–2018)

### B
- Wolfgang Bächler (1925–2007)
- Ulrike Bail (* 1960)
- Kurt Bartsch (1937–2010)
- Wilhelm Bartsch (* 1950)
- Michael Basse (* 1957)
- Wolfgang Bauer (1941–2005)
- Jürgen Becker (1932–2024)
- Kerstin Becker (* 1969)
- Reinhard Paul Becker (1928–2006)
- Uli Becker (* 1953)
- Ulrich Johannes Beil (* 1957)
- Wolfgang Berends (* 1966)
- Ulrich Berkes (1936–2022)
- Alexandra Bernhardt (* 1974)
- Werner Bernreuther (1941–2024)
- F. W. Bernstein (1938–2018)
- Marcel Beyer (* 1965)
- Peter Biele (1931–2021)
- Wolf Biermann (* 1936)
- Horst Bingel (1933–2008)
- Wolfgang Bittner (* 1941)
- Nico Bleutge (* 1972)
- Ernst Günther Bleisch (1914–2003)
- Thomas Böhme (* 1955)
- Gabriele Böhning (* 1948)
- Elisabeth Borchers (1926–2013)
- Kay Borowsky (* 1943)
- Nora Bossong (* 1982)
- Annemarie Bostroem (1922–2015)
- Bastian Böttcher (* 1974)
- Thomas Brasch (1945–2001)
- Volker Braun (* 1939)
- Beat Brechbühl (* 1939)
- Markus Breidenich (* 1972)
- Theo Breuer (* 1956)
- Yevgeniy Breyger (* 1989)
- Hartmut Brie (* 1943)
- Hans Georg Bulla (* 1949)
- Alexandru Bulucz (* 1987)
- Erika Burkart (1922–2010)
- Michael Buselmeier (* 1938)
- Matthias Buth (* 1951)
- Georg Bydlinski (* 1956)

### C
- Paul-Henri Campbell (* 1982)
- Safiye Can (* 1977)
- Siegfried Carl (* 1951)
- Ernesto Castillo (* 1970)
- Manfred Chobot (* 1947)
- Hanns Cibulka (1920–2004)
- Zehra Çirak (* 1960)
- Uwe Claus (* 1960)
- Mara-Daria Cojocaru (* 1980)
- Gerd Constapel (* 1938)
- Ann Cotten (* 1982)
- Heinz Czechowski (1935–2009)
- Franz Josef Czernin (* 1952)

### D
- Lydia Daher (* 1980)
- Edwin Wolfram Dahl (1928–2015)
- Christoph Danne (* 1976)
- Daniela Danz (* 1976)
- Dirk Dasenbrock (1954–2021)
- Franz Josef Degenhardt (1931–2011)
- Günther Deicke (1922–2006)
- Friedrich Christian Delius (1943–2022)
- Klaus Demus (1927–2023)
- Fritz Deppert (* 1932)
- Uwe Dick (* 1942)
- Rainer Dimmler (1951–2018)
- Hugo Dittberner (* 1944)
- Hans Otfried Dittmer (1952–2018)
- Reinhard Döhl (1934–2004)
- Róža Domašcyna (* 1951)
- Dominik Dombrowski (* 1964)
- Hilde Domin (1909–2006)
- Michael Donhauser (* 1956)
- Stefan Döring (* 1954)
- Richard Dove (* 1954)
- Ulrike Draesner (* 1962)
- Kurt Drawert (* 1956)
- Alex Dreppec (* 1968)
- Ingeborg Drews (1938–2019)
- Tanja Dückers (* 1968)
- Anne Duden (* 1942)
- Werner Dürrson (1932–2008)
- Karen Duve (* 1961)

### E
- Jörn Ebeling (1939–2006)
- Gabriele Eckart (* 1954)
- Hans Eichhorn (1956–2020)
- Adolf Endler (1930–2009)
- Ria Endres (* 1946)
- Hans Magnus Enzensberger (1929–2022)
- Manfred Enzensperger (* 1952)
- Elke Erb (1938–2024)
- Ute Erb (* 1940)
- Bernd Ernst (* 1969)
- Peter Ettl (* 1954)
- Evert Everts (* 1941)
- Richard Exner (1929–2008)

### F
- Daniel Falb (* 1977)
- Gerhard Falkner (* 1951)
- Nico Feiden (* 1993)
- Karin Fellner (* 1970)
- Ludwig Fels (1946–2021)
- Christian Filips (* 1981)
- Michael Franz (* 1937)
- Franzobel (* 1967)
- Walter Helmut Fritz (1929–2010)
- David Fuchs (* 1981)
- Christian Futscher (* 1960)

### G
- Martin Ganter (* 1943)
- Tuncay Gary (* 1971)
- Sylvia Geist (* 1963)
- Hortense von Gelmini (* 1947)
- Wilhelm J. Gerhards (* 1943)
- Harald Gerlach (1940–2001)
- Robert Gernhardt (1937–2006)
- Elfriede Gerstl (1932–2009)
- Anke Glasmacher (* 1969)
- Eugen Gomringer (* 1925)
- Peter Gosse (* 1938)
- Sabine Göttel (* 1961)
- K. O. Götz (1914–2017)
- Dieter M. Gräf (* 1960)
- Günter Grass (1927–2015)
- Christiane Grosz (1944–2021)
- Sabine Gruber (* 1963)
- Durs Grünbein (* 1962)
- Ralph Grüneberger (* 1951)
- Uwe Grüning (1942–2024)
- Thomas Gsella (* 1958)
- Dinçer Güçyeter (* 1979)
- Carl Guesmer (1929–2009)
- Alexander Gumz (* 1974)
- Aldona Gustas (1932–2022)
- Michael Guttenbrunner (1919–2004)
- Lütfiye Güzel (* 1972)

### H
- Irena Habalik (* 1955)
- Peter Hacks (1928–2003)
- Wolfgang Hädecke (1929–2022)
- Arthur Häny (1924–2019)
- Friedrich Hahn (* 1952)
- Ulla Hahn (* 1945)
- Ernst Halter (* 1938)
- Peter Hamm (1937–2019)
- Peter Handke (* 1942)
- Margarete Hannsmann (1921–2007)
- Dirk Uwe Hansen (* 1963)
- Lioba Happel (* 1957)
- Ludwig Harig (1927–2018)
- Caroline Hartge (* 1966)
- Peter Härtling (1933–2017)
- Harald Hartung (* 1932)
- Rolf Haufs (1935–2013)
- Martina Hefter (* 1965)
- Manfred Peter Hein (1931–2025)
- Heinz-Albert Heindrichs (1930–2021)
- Paul Heinrich (1969–2023)
- Hans-Jürgen Heise (1930–2013)
- Margarete Heiß (* 1953)
- Holger Helbig (* 1965)
- Guy Helminger (* 1963)
- Gisela Hemau (* 1938)
- Claus Henneberg (* 1928)
- Klaus Hensel (* 1954)
- Kerstin Hensel (* 1961)
- Alban Nikolai Herbst (* 1955)
- Werner Herbst (1943–2008)
- Günter Herburger (1932–2018)
- Henning Heske (* 1960)
- Rainer Hesse (* 1938)
- Andrea Heuser (* 1972)
- Stefan Heyer (* 1965)
- Regina Hilber (* 1970)
- Wolfgang Hilbig (1941–2007)
- Bruno Hillebrand (1935–2016)
- Christian Ide Hintze (1953–2012)
- Franz Hodjak (1944–2025)
- Gerald Höfer (* 1960)
- Kay Hoff (1924–2018)
- Dieter Hoffmann (1934–2024)
- Margret Hölle (1927–2023)
- Walter Höllerer (1922–2003)
- Rolf Hörler (1933–2007)
- Sandra Hubinger (* 1974)
- Barbara Hundgeburt (* 1943)
- Norbert Hummelt (* 1962)
- Katrine von Hutten (1944–2013)

### I
- Jayne-Ann Igel (* 1954)
- Felix Philipp Ingold (* 1942)

### J
- Hendrik Jackson (* 1971)
- Steffen Jacobs (* 1968)
- Christoph Janacs (* 1955)
- Angelika Janz (* 1952)
- Gerhard Jaschke (1949–2025)
- Gerald Jatzek (* 1956)
- Bernd Jentzsch (* 1940)
- Mathias Jeschke (* 1963)
- Peter Jokostra (1912–2007)

### K
- Heinz Kahlau (1931–2012)
- Lisa Kahn (1927–2013)
- Dieter Kalka (* 1957)
- Axel Karner (* 1955)
- Yaak Karsunke (1934–2025)
- Adrian Kasnitz (* 1974)
- Matthias Kehle (* 1967)
- Odile Kennel (* 1967)
- Luca Kieser (* 1992)
- Rainer Kirsch (1934–2015)
- Sarah Kirsch (1935–2013)
- Wulf Kirsten (1934–2022)
- Karin Kiwus (* 1942)
- Paul Alfred Kleinert (* 1960)
- Calvin Kleemann (* 1993)
- Sina Klein (* 1983)
- Eckart Kleßmann (* 1933)
- Thomas Kling (1957–2005)
- Barbara Maria Kloos (* 1958)
- Matthias Koeppel (* 1937)
- Gerhard Kofler (1949–2005)
- Barbara Köhler (1959–2021)
- Uwe Kolbe (* 1957)
- Alfred Kolleritsch (1931–2020)
- Olly Komenda-Soentgerath (1923–2003)
- Kristiane Kondrat (* 1938)
- Jan Koneffke (* 1960)
- Simone Kornappel (* 1978)
- Wehwalt Koslovsky (* 1972)
- Dagmara Kraus (* 1981)
- Rudolf Kraus (* 1961)
- Helmut Krausser (* 1964)
- Ursula Krechel (* 1947)
- Birgit Kreipe (* 1964)
- Erika Kronabitter (* 1959)
- Michael Krüger (* 1943)
- Hans Kruppa (* 1952)
- Nadja Küchenmeister (* 1981)
- Jan Kuhlbrodt (* 1966)
- Björn Kuhligk (* 1975)
- Johannes Kühn (1934–2023)
- Günter Kunert (1929–2019)
- Thomas Kunst (* 1965)
- Reiner Kunze  (* 1933)
- Fitzgerald Kusz (* 1944)
- Kurt Küther (1929–2012)
- Axel Kutsch (* 1945)

### L
- Augusta Laar (* 1955)
- Stan Lafleur (* 1968)
- Norbert Lange (* 1978)
- Rudolf Günter Langer (1923–2007)
- Christine Langer (* 1966)
- Gregor Laschen (1941–2018)
- Christian Lehnert (* 1969)
- Arnold Leifert (1940–2012)
- Christoph Leisten (* 1960)
- Anton G. Leitner  (* 1961)
- Michael Lentz (* 1964)
- Kurt Leonhard (1910–2005)
- Dagmar Leupold (* 1955)
- Sünje Lewejohann (* 1972)
- Hanna Leybrand (1945–2017)
- Thorsten Libotte (* 1972)
- Till Lindemann (* 1963)
- Monika Littau (* 1955)
- Christian Loidl (1957–2001)
- Sabina Lorenz (* 1967)
- Gerd Hergen Lübben (* 1937)
- Raja Lubinetzki (* 1962)
- Werner Lutz (1930–2016)

### M
- Dominique Macri (* 1981)
- Peter Maiwald (1946–2008)
- Rainer Malkowski (1939–2003)
- Tristan Marquardt (* 1987)
- Uwe Martens (* 1970)
- Kurt Marti (1921–2017)
- Marie T. Martin (1982–2021)
- Virgilio Masciadri (1963–2014)
- Undine Materni (* 1963)
- Frank-Wolf Matthies (* 1951)
- Carola Matthiesen (1925–2015)
- Hartwig Mauritz (* 1964)
- Friederike Mayröcker (1924–2021)
- Christoph Meckel (1935–2020)
- Dieter P. Meier-Lenz (1930–2015)
- Pedro Meier (* 1941)
- Steffen Mensching (* 1958)
- Reinhard Mey (* 1942)
- Elisabeth Meylan (* 1937)
- Karl Mickel (1935–2000)
- Frank Milautzcki (* 1961)
- Franz Mon (1926–2022)
- Alexandra Motschmann (* 1966)
- Dieter Mucke (1936–2016)
- Doris Mühringer (1920–2009)

### N
- Jürgen Nendza (* 1957)
- Peter Horst Neumann (1936–2009)
- Dagmar Nick (* 1926)
- Uwe Nolte (* 1969)
- Helga M. Novak (1935–2013)

### O
- René Oberholzer (* 1963)
- Andreas Okopenko (1930–2010)
- Brigitte Oleschinski (* 1955)
- Albert Ostermaier (* 1967)
- Hasan Özdemir (* 1963)
- Lisa F. Oesterheld (* 1957)

### P
- Bert Papenfuß-Gorek (1956–2023)
- Oskar Pastior (1927–2006)
- Heidi Pataki (1940–2006)
- Kevin Perryman (* 1950)
- Silke Peters (* 1967)
- Dirk von Petersdorff (* 1966)
- Konstanze Petersmann (1942–2021)
- Erich Pfefferlen (* 1952)
- Otti Pfeiffer (1931–2001)
- Martin Piekar (* 1990)
- Richard Pietraß (* 1946)
- Heinz Piontek (1925–2003)
- Rosa Pock (* 1949)
- Mechthild Podzeit-Lütjen (* 1955)
- Johannes Poethen (1928–2001)
- Matthias Politycki (* 1955)
- Rainer Popp (* 1946)
- Steffen Popp (* 1978)
- Marion Poschmann (* 1969)
- Ilse Pracht-Fitzell (* 1926)
- Robert Prosser (Schriftsteller) (* 1983)
- Marianne Pumb (1961–2016)

### R
- Reinhard Rakow (1952–2022)
- Hugo Ramnek (* 1960)
- Klaus M. Rarisch (1936–2016)
- Lutz Rathenow (* 1952)
- Arne Rautenberg (* 1967)
- Arno Reinfrank (1934–2001)
- Christa Reinig (1926–2008)
- Anna Rheinsberg (* 1956)
- Jürgen Rennert (* 1943)
- E. A. Richter (* 1941)
- Karl Riha (* 1935)
- Monika Rinck (* 1969)
- Marcus Roloff (* 1973)
- Slata Roschal (* 1992)
- Thomas Rosenlöcher (1947–2022)
- Hendrik Rost (* 1969)
- Friederike Roth (* 1948)
- Ralf Rothmann (* 1953)
- Andre Rudolph (* 1975)
- Gerhard Rühm (* 1930)
- Peter Rühmkorf (1929–2008)
- Andreas Rumler (* 1955)
- Doris Runge (* 1943)

### S
- Said (1947–2021)
- Peter Salomon (* 1947)
- Horst Samson (* 1954)
- Ulrike Almut Sandig (* 1979)
- Àxel Sanjosé (* 1960)
- Joachim Sartorius (* 1946)
- Walle Sayer (* 1960)
- Ulrich Schacht (1951–2018)
- Hans Dieter Schäfer (* 1939)
- Margot Scharpenberg (1924–2020)
- Rainer Schedlinski (1956–2019)
- Christian W. Schenk (* 1951)
- Johannes Schenk (1941–2006)
- Silke Scheuermann (* 1973)
- Sabine Schiffner (* 1965)
- Rolf Schilling (* 1950)
- Robert Schindel (* 1944)
- Albert von Schirnding (* 1935)
- Evelyn Schlag (* 1952)
- Siljarosa Schletterer (* 1991)
- Ann-Helena Schlüter (* 1976)
- Kathrin Schmidt (* 1958)
- Luise Schmidt (* 1955)
- Sigune Schnabel (* 1981)
- Lea Schneider (* 1989)
- Sabine Scho (* 1970)
- Christel Schöllhammer (* 1938)
- Helmuth Schönauer (* 1953)
- Mathias Schreiber (1943–2019)
- Peer Schröder (1956–2019)
- Raoul Schrott (* 1964)
- Katharina Schultens (* 1980)
- Artur Schütt (1932–2024)
- Julian Schutting (* 1937)
- Rolf Schwendter (1939–2013)
- Daniela Seel (* 1974)
- Hellmut Seiler (* 1953)
- Lutz Seiler (* 1963)
- Leta Semadeni (* 1944)
- Armin Senser (* 1964)
- Werner Söllner (1951–2019)
- Enno Stahl (* 1962)
- Verena Stauffer (* 1978)
- Armin Steigenberger (* 1965)
- Ludwig Steinherr (* 1962)
- Thorsten Stelzner (* 1963)
- Norbert Sternmut (* 1958)
- Ulf Stolterfoht (* 1963)
- Bernd Storz (* 1951)
- Eva Strittmatter (1930–2011)
- Tina Stroheker (* 1948)
- Brigitte Struzyk (* 1946)
- Gerhard Stübner (1943–2021)
- Kundeyt Şurdum (1937–2016)

### T
- Johann P. Tammen (* 1944)
- Hannelies Taschau (* 1937)
- Sabine Techel (1953–2017)
- Christian Teissl (* 1979)
- Holger Teschke (* 1958)
- Ralf Thenior (* 1945)
- Jürgen Theobaldy (* 1944)
- Hans Thill (* 1954)
- Brigitte Thurm (1932–2020)
- Ilse Tielsch (1929–2023)
- Thien Tran (1979–2010)
- Asmus Trautsch (* 1976)
- Hans-Ulrich Treichel (* 1952)

### U
- Christian Uetz (* 1963)
- Günter Ullmann (1946–2009)
- Raphael Urweider (* 1974)
- Anja Utler (* 1973)

### V
- Olaf Velte (* 1960)
- Ludwig Verbeek (1938–2020)
- Guntram Vesper (1941–2020)
- Mischa Vetere (* 1967)
- Alois Vogel (1922–2005)
- Florian Voß (* 1970)

### W
- Achim Wagner (* 1967)
- Jan Wagner (* 1971)
- Richard Wall (* 1953)
- Martin Walser (1927–2023)
- Saskia Warzecha (* 1987)
- Peter Waterhouse (* 1956)
- Rodja Weigand (* 1945)
- Andrascz Weigoni (1958–2021)
- Norbert Weiß (* 1949)
- Theodor Weißenborn (1933–2021)
- Christoph Wenzel (* 1979)
- Michael Wildenhain (* 1958)
- Ron Winkler (* 1973)
- Peter Paul Wiplinger (* 1939)
- Mario Wirz (1956–2013)
- Frantz Wittkamp (* 1943)
- Gabriele Wohmann (1932–2015)
- Orla Wolf (* 1971)
- Ror Wolf (1932–2020)
- Uljana Wolf (* 1979)
- Karl Alfred Wolken (1929–2020)
- Wolf Wondratschek (* 1943)
- Paul Wühr (1927–2016)

### Z
- Peter-Paul Zahl (1944–2011)
- Judith Zander (* 1980)
- Hansjörg Zauner (1959–2017)
- Barbara Zeizinger (* 1949)
- Eva Zeller (1923–2022)
- Joseph Zoderer (1935–2022)
- Annemarie Zornack (1932–2023)
- Gerald Zschorsch (* 1951)